# Francesco Colasuonno
Francesco Colasuonno, né à Grumo Appula, dans  la province de Bari, dans les Pouilles, le 2 janvier 1925 et mort le 31 mai 2003, était un cardinal italien de l'Église catholique romaine, nonce apostolique en Italie (en) jusqu'en 1998.

## Biographie

### Prêtre
Ordonné prêtre pour le diocèse de Bari le 28 septembre 1947, il est titulaire de deux doctorats, l'un en théologie et l'autre en droit canon.
Il enseigne au grand séminaire de son diocèse jusqu'à son entrée dans le service diplomatique du Saint-Siège en 1958. Il a ainsi collaboré à la secrétairerie d'État avant d'être en poste aux États-Unis, en Inde (en), puis à Taipei.

### Évêque
Nommé archevêque in partibus de Truentum (de) et délégué apostolique au Mozambique (en) le 6 décembre 1974, il est consacré le 9 février 1975 par le cardinal Corrado Ursi.
Il est ensuite nommé pro-nonce apostolique au Zimbabwe (en) le 7 mars 1981, puis pro-nonce apostolique en Yougoslavie (en) le 8 janvier 1985, nonce apostolique en Pologne le 9 février 1986, délégué apostolique en Russie le 15 mars 1990, nonce apostolique en Italie (en) le 12 novembre 1994 et nonce apostolique à Saint-Marin (en) le 22 avril 1995.
Il se retire de ses fonctions le 21 février 1998 au moment de sa création cardinalice.

### Cardinal
Le pape Jean-Paul II le crée cardinal lors du consistoire du 21 février 1998 avec le titre de cardinal-diacre de S. Eugenio.
Il meurt à l'âge de 78 ans, le 31 mai 2003.

## Succession apostolique
Francesco Colasuonno a ordonné les évêques suivants :
- Évêque Bernardo Filipe Governo, O.F.M.Cap. (1976)
- Archevêque Ján Sokol (de) (1988)
- Évêque Gheorghi Ivanov Jovcev (en) (1988)
- Archevêque György-Miklós Jakubínyi (1990)
- Évêque Pál Reizer (de) (1990)
- Évêque Jan Purwinski (en) (1991)
- Archevêque Jan Paweł Lenga, M.I.C. (1991)
- Cardinal Jānis Pujats (1991)
- Évêque Joseph Werth, S.I. (1991)
- Évêque Jānis Bulis (en) (1991)
- Archevêque Michele Seccia (it) (1997)